# La Seine à Bougival
La Seine à Bougival est un tableau d'Alfred Sisley. Il se trouve actuellement au Metropolitan Museum of Art au 1er étage dans la section Impressionnistes et a été acquis en 1992 par promesse de don partiel de monsieur et madame Douglas Dillon.
Il représente un paysage de la Seine dans la région de Bougival.